# مارينوفتسي
مارينوفتسي (بالبلغارية: Мариновци)‏ قرية تقع إدارياً ضمن Sevlievo ‏ في بلغاريا. تعتمد مارينوفتسي للبريد على الرمز البريدي 5445.